# Kynosargous

Lage von Kynosargous innerhalb Athens

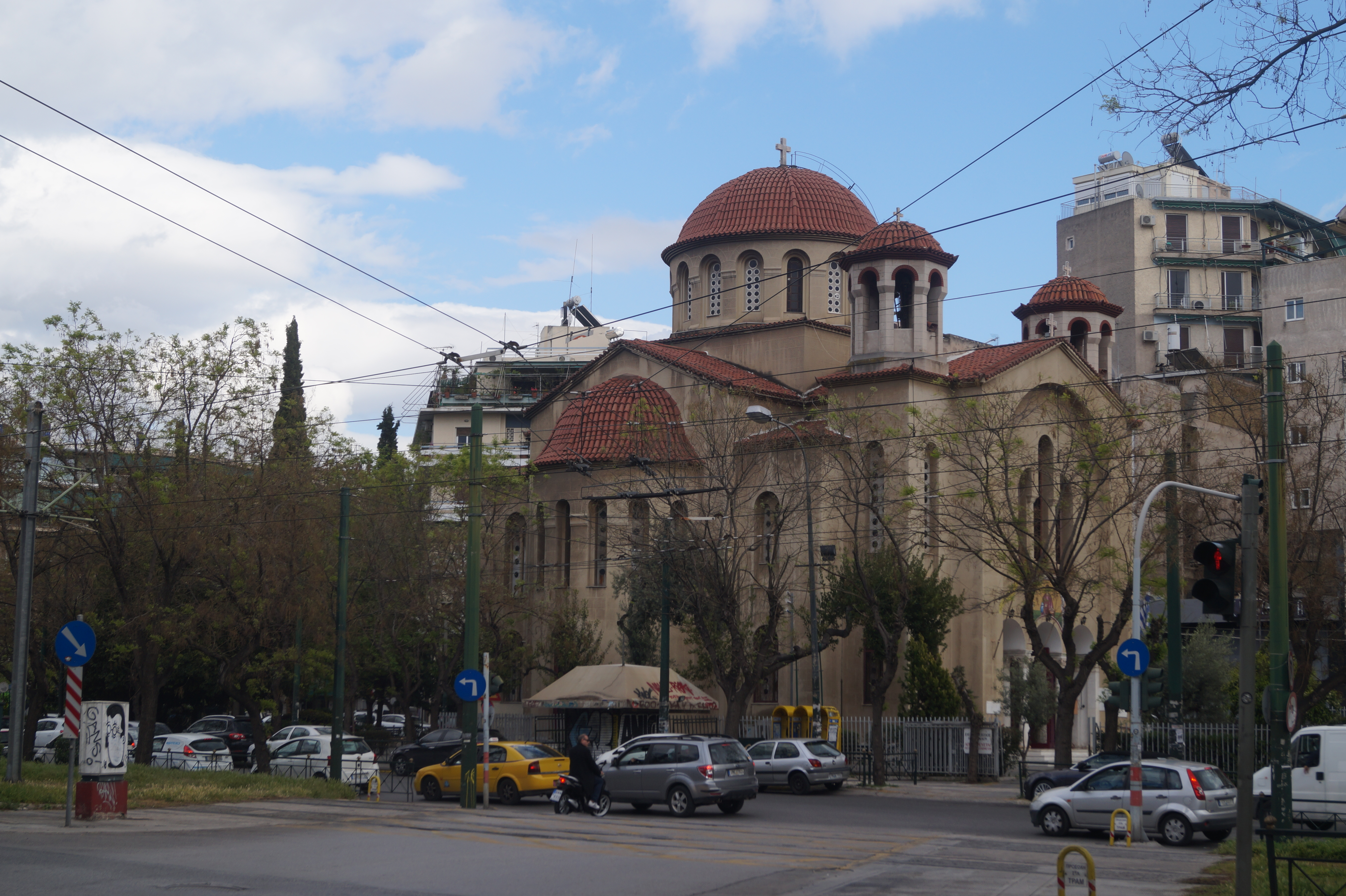
Die Kirche Agios Panteleimon Ilissou im Norden von Kynosargous

Kynosargous (griechisch Κυνοσάργους) ist ein Stadtteil im Süden von Athen, der früher Dourgouti (griechisch Δουργούτι) hieß. Er wurde benannt nach dem antiken Gymnasium Kynosarges, das sich im nördlichen Teil des Stadtteils befand.
Der Stadtteil wird im Südwesten durch die Straße Amvrousiou Frantzi, im Süden durch Ilia Iliou, im Osten durch Ilioupoleos, Karea und Athanasiou Diakou und im Nordosten durch Leoforos Andrea Siggrou begrenzt.